# 河北省塞罕坝机械林场
河北省塞罕坝机械林场是河北省人民政府林业和草原局直属的大型国有林场、公益二类正处级事业单位，位于河北省承德市围场满族蒙古族自治县塞罕坝。
1993年，在其基础上建成河北塞罕坝国家森林公园:53。2007年，设立河北塞罕坝国家级自然保护区。由此，加挂河北塞罕坝国家级自然保护区管理中心的牌子。2023年时，国家统计局网站中，所辖地区以塞罕坝机械林场之名列为围场满族蒙古族自治县下辖的一个类似乡级单位。

## 历史

### 林场建场前
塞罕坝是清代皇家猎场——木兰围场的中心地带，并将围场满族蒙古族自治县分为围场坝上和坝下冀北山地两部分。清朝皇室在此举行木兰秋狝活动。塞罕坝一名为蒙古语和汉语组合，意为“美丽的高岭”。或说全名为“塞堪达巴罕色钦”，即木兰围场中镶黄旗卡伦（哨所）所在，意为“美丽的山岭水源之地”。
道光四年（1824年），道光帝谕令停止木兰秋狝。同治、光绪年间，当地开始对木兰围场进行农业开垦。塞罕坝日渐荒芜，千里松林被砍伐殆尽。光绪二年（1876年），设置围场厅。

### 1960年代林场建立
中华人民共和国建立时，塞罕坝为“飞鸟无栖树、黄沙遮天日”的高原荒丘地貌。1950年代，最高领导人毛泽东发出“绿化祖国”的号召。1961年，中华人民共和国林业部为改变“风沙紧逼北京城”的态势，决定在河北省北部建立大型机械林场，选址塞罕坝。当年10月，林业部国有林场管理总局副局长刘琨受命带队来到塞罕坝勘查。此时，塞罕坝东部荒原上仅有一棵树龄约150年的落叶松。
1962年2月14日，林业部正式设立承德塞罕坝机械林场。当年，来自全国18个省区市、24所大中专院校的127名毕业生和周边地区的242名林场干部职工，共369人，开始植树造林建设。
因生存条件极端恶劣，高寒高海拔地区造林经验不足，1962、1963年的造林成活率不到8%。1964年春天，塞罕坝机械林场开展“马蹄坑大会战”。造林516亩，成活率达到90%以上。日后，马蹄坑造林会战区建有尚海纪念林，视为“塞罕坝精神发源地、百万亩林海起源地”。尚海纪念林得名于第一任林场党委书记王尚海。1989年，68岁的王尚海病逝后，骨灰撤于此处。

### 1980年代以来
1983年起，林场从造林为主转入森林经营为主:144。自1984年起，林场获得“全国五一劳动奖状”、“全国民族团结进步模范先进集体”、“全国森林防火先进单位”、“全国国营林场先进单位”、“全国林业系统先进集体”、“全国科技兴林示范场”、“全国森林经营示范国有林场”、“全国林业系统职工自营经济先进集体”等荣誉:62。
1993年5月，中华人民共和国林业部批准，设立“河北木兰围场国家森林公园”，与塞罕坝机械林场实行一个机构两块牌子的管理体制。总面积不变，为9.4万公顷。日后，因公园经营管理原因，公园范围缩减至1.9万公顷。1999年，河北省人民政府批准为生态旅游示范区。2002年，中华人民共和国国家旅游局列入国家4A级旅游景区:53。2007年12月5日，国家林业局批准，原“河北木兰围场国家森林公园”更名为“河北塞罕坝国家森林公园”。
2008年1月7日，国家林业局准予河北省木兰围场国有林场管理局设立“河北木兰围场国家森林公园”。原“木兰围场国家森林公园”与河北省木兰围场国有林场管理局管理的“木兰围场国家级森林公园”虽同处围场满族蒙古族自治县，唯范围有异，所辖林班不重合。
2017年8月，最高领导人习近平对塞罕坝机械林场建设者事迹作出重要指示。宣传中，称为塞罕坝精神，视为中国共产党精神谱系的组成部分。同年12月5日，第三届联合国环境大会上，河北省塞罕坝机械林场荣获2017年“地球卫士奖”。2021年2月25日，在人民大会堂举行全国脱贫攻坚总结表彰大会，河北省塞罕坝机械林场以集体名义获得“全国脱贫攻坚楷模”荣誉称号。

## 所辖区域
河北省塞罕坝机械林场位于围场满族蒙古族自治县最北端，内蒙古自治区浑善达克沙地南缘:62，与御道口牧场管理区:143、克什克腾旗临界。是滦河、辽河的发源地之一:62。
林场地处围场坝上（壩上高原）、坝下两部分。围场坝上部分为风沙土，坝下部分为山地棕壤。此外还有部分草甸土、沼泽土等土类分布:143。自然地貌以高原、山地为主，属森林——草原交错过渡带，海拔1010米至1940米。典型寒温性高原气候。夏季不明显，最高气温33.4°C。冬季漫长且气温极低，最低气温为−43.2°C，是为河北省极端最低温:62。

### 总面积
1993年相关研究文章提及，塞罕坝机械林场总经营面积9.60万公顷。自1962年建场以来，营造人工林6.2万公顷，森林覆盖率62.5%。现有6.00万公顷林地中，次生林1.80万公顷，以华北落叶松、雲杉、白桦、山杨等树种为主；人工林4.20万公顷，以华北落叶松、樟子松、雲杉为主。全场林木总蓄积量为140万立方米。年总生长量10.9万立方米:143—144。
河北塞罕坝国家森林公园设立初期范围与林场相同，为9.4万公顷。日后，缩减至1.9万公顷:53。2012年相关研究文章提及，塞罕坝机械林场总面积9.33万公顷:62。林场有林地面积7.47万公顷，占河北全省的13%，其中，人工林5.87万公顷，次生林1.6万公顷。林木总蓄积1012万立方米，占全省国有林蓄积总量的35%。森木资产总值42亿元:62。
2023年8月报道中，林场副场长李永东称，“目前，林场正在适当压缩景点开放面积。”林场共划定1.89万亩、约占总面积1.35%的地区用于集中学习考察和生态观光。其余面积进行全年封闭管理，禁止游客进入，确保生态资源安全。

### 细分区域
2021年时，塞罕坝机械林场所设分场如下：大唤起分场、第三乡分场、阴河分场、北曼甸分场、千层板分场、三道河口分场。
《森林公园总体规划》部署，划分为：木兰景区、龙泉景区、亮兵台景区、塞罕塔景区、梨树沟景区:53。
- 木兰景区，位于园区中部，属千层板林场，面积7890公顷[2]:53。
- 龙泉景区，位于园区西南部，属大唤起林场，面积1096公顷[2]:53。
- 亮兵台景区，位于园区西北部，属三道河口林场，面积1431公顷[2]:53。
- 塞罕塔景区，位于园区南部，属三乡林场，面积3181公顷[2]:53。
- 梨树沟景区，位于园区东南部，属阴河林场，面积5442公顷[2]:53。
  - 亮兵台又称康熙点将台，是一座位于阴河林场的巨岩。传说康熙帝在烏蘭布通之戰胜利后，曾登临亮兵台检阅清军[16]。

### 行政区划、人口
国家统计局网站中，塞罕坝机械林场下辖以下地区：
千层板社区和三道河口社区。
2012年相关研究文章提及，林区共有人口约5000人:62。

## 下属机构、人员
2012年相关研究文章提及，林场下辖23个机关科室，6个林场，14个直属单位。全场共有职工2015人，其中，在职1501人，离退休514人:62。
2021年时，林场（保护区管理中心）编制1349名，处级领导职数7名，2正5副。设正科级总工程师1名。内设31个机关科室，科级领导职数39正76副。科室分别是：办公室、党委办公室、纪委、规划财务科、人事教育科、林副产品管理科、护林防火（安全生产）办公室、资源管理科、营林科、宣传科、保护地管理科、审计科、工会、科技科、基建科、老干部科、气象站、综合执法科、森林公园管理科、电讯管理科、塞罕坝展览馆、森林和草原有害生物防治检疫站、森林消防大队、市政管理服务站、林业调查规划设计院，以及大唤起分场等六个分场。

## 历任领导
| 党委书记 1. 王尚海（1962年—1975年） 党委副书记 |

| 场长 1. 于士涛（2023年在任） 副场长 1. 李永东（2023年在任） |

## 影集
- 2018年11月28日 中国塞罕坝三代人的造林奇迹
- 门牌
- 草原
- 草原